# Roman Połtaweć
Roman Wadymowycz Połtaweć (ukr. Роман Вадимович Полтавець; ur. 27 lipca 1983, w Melitopolu) – ukraiński piłkarz, grający na pozycji napastnika.

## Kariera piłkarska

### Kariera klubowa
W 2003 rozpoczął karierę piłkarską w klubie Tawrija Symferopol, w barwach którego debiutował w Wyższej Lidze. Na początku 2005 przeszedł do Spartaka Iwano-Frankowsk, ale już latem powrócił do Krymu, gdzie został piłkarzem amatorskiej drużyny Tawrika Symferopol. Potem występował w Ołkomie Melitopol. Wiosną 2008 bronił barw klubu Feniks-Illiczoweć Kalinine, a jesienią FK Lwów. Podczas przerwy zimowej sezonu 2008/09 przeszedł do FK Połtawa. Latem 2009 został piłkarzem Heliosu Charków.